# 1935 في اليونان
فيما يلي قوائم الأحداث التي وقعت خلال عام 1935 في اليونان.

## سياسة

### انتهاء فترة المنصب
- 1 يناير – ألكسندروس زيميس رئيس اليونان.

## مواليد

### أبريل
- 27 أبريل – ثيودوروس أنجيلوبولوس

## وفيات

### أبريل
- 24 أبريل – اناستاسيوس بابولاس (مواليد 1857) عسكري يوناني.